# Chaparral desèrtic
El chaparral desèrtic (en anglès: California transmontane (desert) chaparral o desert chaparral) és un bioma que apareix quan en el chaparral augmenta l'aridesa fins a tenir condicions subdesèrtiques.
Transmontà significa l'altre banda de la muntanya on la vegetació creix a l'ombra pluviomètrica de les muntanyes. El chaparral desèrtic és un hàbitat xèric i ja no compta pas amb una pluviometria de tipus mediterrani. El chaparal desèrtic és un ecosistema regional, un subconjunt dels matollars deserts i xèrics (deserts and xeric shrublands), que té algunes espècies de l'ecoregió del Chaparral i arbredes de Califòrnia (California chaparral and woodlands). Al contrari que el Chaparral cismontà que té una vegetació densa i impenetrable, el chaparral desèrtic és obert i només el 50% del sòl està cobert. Els arbustos individuals poden arribar a fer 3 metres d'alt.

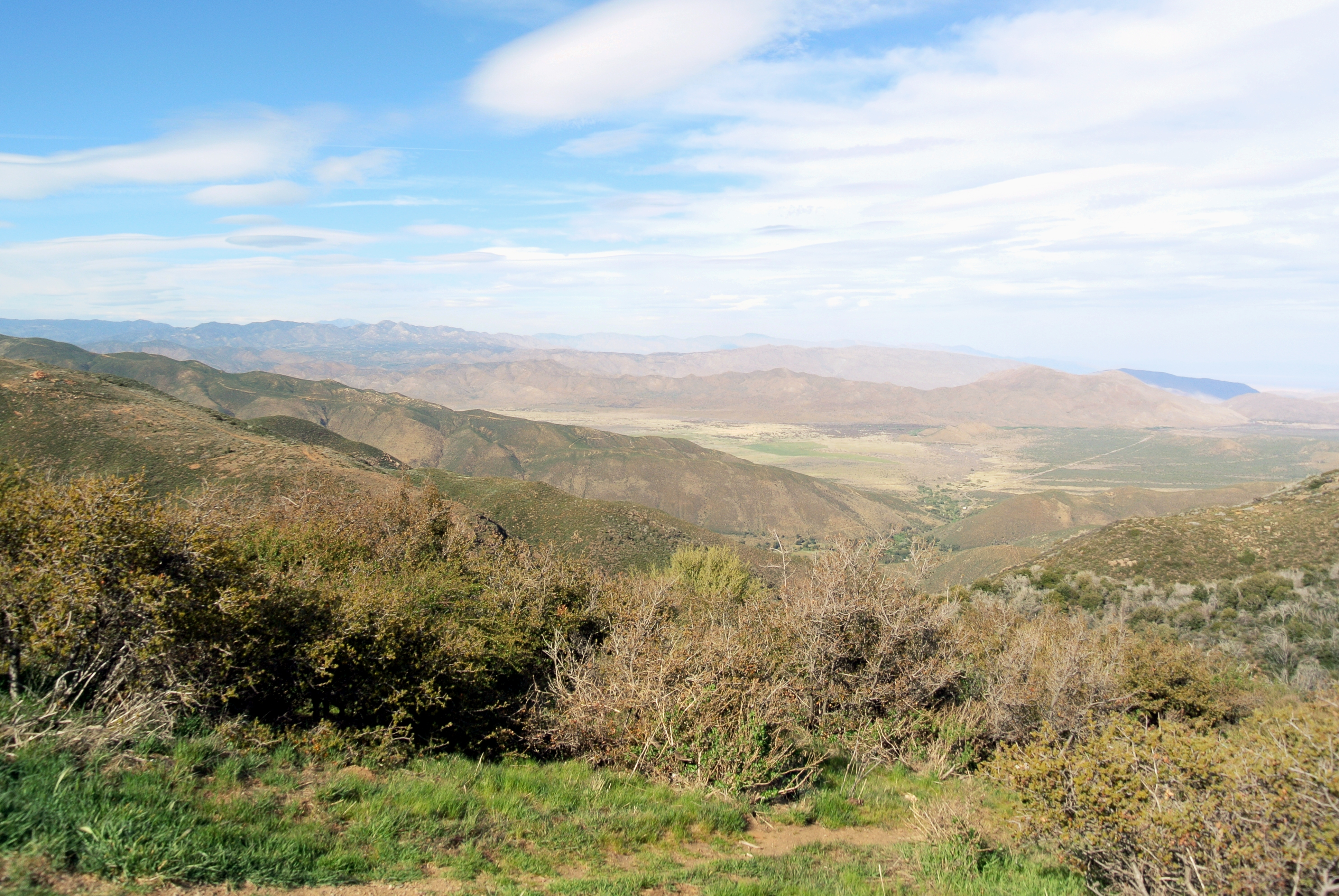
Vista des del chaparral de Laguna Mountains

El chaparral desert es troba en els vessants orientals dels principals sistemes de serralades dels deserts de Califòrnia els quals inclouen els sud-est dels Transverse Ranges (els San Bernardino i San Gabriel Mountains) en el Desert de Mojave nord i nord-est de Los Angeles basin i Inland Empire; i la part nord dels Peninsular Ranges (San Jacinto, Santa Rosa, i Laguna Mountains), el qual el separa del Desert del Colorado (oest del Desert de Sonora) de la part més baixa costanera de Southern California. Les plantes del desert chaparral es distingeixen per tenir fulles esclerofil·les no caducifòlies. El desert chaparral creix per sobre de la comunitat californiana de cactus i per sota de la pinyon-juniper woodland.

## Plantes del chaparral transmontà
- Adenostoma fasciculatum, chamise (un arbust baix similar a Eriogonum fasciculatum)
- Agave deserti, desert agave
- Arctostaphylos glauca, bigberry manzanita
- Ceanothus greggii,
- Cercocarpus ledifolius,
- Dendromecon rigida,
- Ephedra spp., Mormon tea
- Fremontodendron californicum,
- Opuntia acanthocarpa,
- Opuntia echinocarpa,
- Opuntia phaeacantha,
- Purshia tridentata,
- Prunus fremontii, desert apricot
- Prunus fasciculata, desert almond,
- Prunus ilicifolia,
- Quercus cornelius-mulleri,
- Simmondsia chinensis, jojoba
- Yucca schidigera, Mojave yucca
- Hesperoyucca whipplei (sinònim Yucca whipplei)

## Animals del chaparral transmontà
Hi ha un ensolapament d'animals amb les comunitats adjacents de desert i pinyon-juniper.
- Canis latrans, coyotes
- Lynx rufus, bobcats
- Neotoma sp., desert pack rat
- Odocoileus hemionus, mule deer
- Peromyscus truei, pinyon mouse, similar a Peromyscus californicus
- Puma concolor, mountain lions
- Stagmomantis californica, la mantis de Califòrnia